# 国立保健医療科学院

国立保健医療科学院（こくりつほけんいりょうかがくいん、National Institute of Public Health、NIPH）は、厚生労働省の施設等機関。国立公衆衛生院、国立医療・病院管理研究所及び国立感染症研究所口腔科学部の一部を前身とする。

## 沿革
（国立公衆衛生院）
- 1938年（昭和13年）3月29日 - 公衆衛生院官制公布（厚生省所管）により設立
- 1940年（昭和15年）12月4日 - 厚生科学研究所に改称、栄養研究所（厚生省所管）を併合（勅令第840号）
- 1941年（昭和16年）4月1日 - 体育研究所（文部省所管）の一部を併合（勅令第278号）
- 1942年（昭和17年）11月1日 - 厚生省研究所へ統合（勅令第762号）
- 1946年（昭和21年）5月1日 - 厚生省研究所を廃し、改めて公衆衛生院となる（勅令第249号）
- 1947年（昭和22年）5月1日 - 国立栄養研究所を分離（勅令第175号）
- 1949年（昭和24年）6月1日 - 国立公衆衛生院に改称

（国立医療・病院管理研究所）
- 1949年（昭和24年）5月31日 - 国立東京第一病院の建物内に病院管理研修所として設立
- 1961年（昭和36年）6月1日 - 病院管理研究所に改称
- 1990年（平成2年）7月1日 - 国立医療・病院管理研究所に改称

- 2002年（平成14年）4月1日 - 国立公衆衛生院、国立医療・病院管理研究所、国立感染症研究所口腔科学部の一部を改組し和光市に移転

## 設置の目的
- 公衆衛生に携わる人材の養成
- 公衆衛生の学理の応用に関する調査・研究

## 在籍した人物
- 国包章一
- 東野定律
- 花田信弘

## 不祥事
2023年6月8日、院の運営する「臨床研究情報検索ポータルサイト」の運用保守業務の入札で特定の業者に便宜を図ったとして、院の元政策技術評価研究部長が官製談合防止法違反の疑いで逮捕された。捜査関係者によると、元部長は入札参加業者に求められる事業実績の要件を前回の入札時より厳格化。運用保守業務との関連性が低い情報セキュリティーに関する資格を有していることを参加資格に加えるなどしていたという。入札参加資格の変更により、参加可能企業は事実上、限定されたとみられ、入札には東京都品川区のIT関連会社のみが参加。前年度に受注していた競合他社は失格となり、このIT関連会社が約900万円で落札していた。IT関連会社の代表と元部長はかねてからの知人といい、会社側は14年度以降、元部長が退職するまで、18年度を除き毎年この業務を受注していた。6月29日、別の2つの業務でもこの業者が有利になるように仕様書を作成したなどとして、元部長が再逮捕された。7月20日、元部長が官製談合防止法違反罪で略式起訴された。

## その他
- 2020年、中国武漢市で新型肺炎が流行。1月31日から、科学院の寄宿舎が帰国者の受け入れ先の一つとなった[8]。